# Ekaterina Starchova
Ekaterina Igorevna Starchova (en russe Екатерина Игоревна Старшова) est une actrice russe, née le 28 octobre 2001 à Moscou.

## Biographie
Ekaterina Starchova naît à Moscou dans une famille de patineurs. Elle est la fille d'Igor Starchov et Elena Mikhaïlovskaïa.
En 2007, à six ans, elle est retenue pour interpréter le rôle de Bout'chou (Пуговка soit littéralement bouton) dans la série télévisée Papiny Dochki (Les Filles à papa).
Le 1er septembre 2007, elle entre en 1re classe. Le patinage artistique est la passion de la famille Starchov, et Katia, entraînée par ses parents, fait d'ores et déjà partie du corps de ballet sur glace Aleko, pour enfants. Elle y a un grand succès, confirmé par sa deuxième place au show international de ballet sur glace organisé à Paris.
Durant son temps libre, Katia patine et lit des vers de Boris Pasternak.
Elle joue dans des films publicitaires, notamment pour les chocolats kinder surprise.

## Filmographie
- 2007 : Papiny Dochki (Папины дочки) de Viatcheslav Mourougov et Alexandre Rodnianski : Pougovka
- 2009 : L'Éclair noir (Чёрная Молния) de Dmitri Kisseliov (ru) et Aleksandr Voytinskiy : sœur de Dimitri